# Tomsæte
Les Tomsæte sont une tribu anglo-saxonne établie dans la vallée de la Tame, dans l'ouest de l'Angleterre. Ils sont jouxtés à l'ouest par la tribu des Pencersæte (en), qui occupent la vallée de la Penk.
Leur territoire comprend les principaux centres du royaume de Mercie : la résidence royale de Tamworth, l'abbaye de Repton et le siège épiscopal de Lichfield. Il est possible que la lignée royale mercienne trouve ses origines parmi ce peuple.
Une charte mercienne de 848 mentionne un princeps des Tomsæte nommé Hunberht. Cette charte enregistre un don de privilèges à l'abbaye de Breedon on the Hill, dans le Leicestershire, par le roi de Mercie Beorhtwulf en échange d'or et de terres. Hunberht reçoit lui aussi une compensation de la part de l'abbaye, une coupe précieuse, ce qui implique que l'abbaye se trouve sur le territoire des Tomsæte. Il est impossible de dire si les Tomsæte de cette charte représentent toujours un peuple distinct au sein du royaume de Mercie, ou s'il ne s'agit que d'une subdivision administrative dépourvue d'identité ethnique particulière.